# Schwarzfleckiger Golddickkopffalter
Der Schwarzfleckige Golddickkopffalter (Carterocephalus silvicola) ist ein Schmetterling aus der Familie der Dickkopffalter (Hesperiidae). Das Artepitheton silvicola – lat. für Bewohner der Wälder – ist vergleichbar mit agricola – lat. für Bauer – als Substantiv in Apposition zu betrachten, dessen Endung nicht angepasst wird (siehe IRZN Art. 30.1.4).

## Merkmale
Die Vorderflügellänge beträgt zwölf bis 13 Millimeter. Die Vorderflügeloberseite ist hell gelb mit großen braunschwarzen Diskal- und kleinen Submarginalflecken. Die Hinterflügel sind grundsätzlich braunschwarz gefärbt mit gelben Flecken, die wie beim Gelbwürfeligen Dickkopffalter angeordnet sind sowie mit einem zusätzlichen Fleck an der Costa. Die Unterseite gleicht der Oberseite. Das Weibchen hat etwas größere Flecken sowie eine dunkle Basalregion und einen dunklen Außenrand.
Die Raupen sind erwachsen grasgrün mit blassen Rücken- und Nebenrückenlinien. Sie werden bis etwa 25 Millimeter lang. Vor der Überwinterung verfärben sich die Raupen zu graugelb. Sie überwintern als ausgewachsene Raupen. 
Die Puppe ist blassgelb mit braunen Längsstreifen.

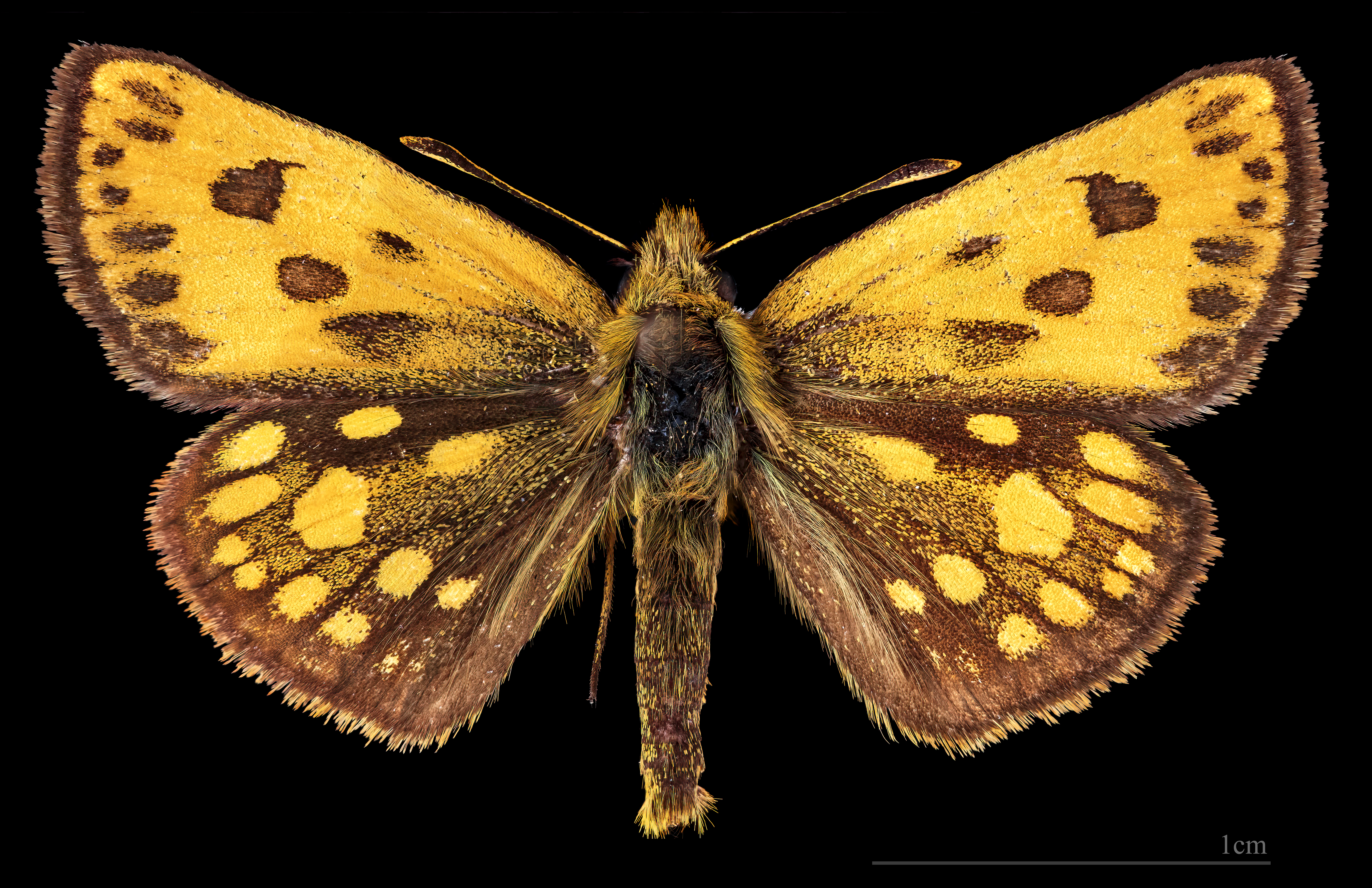
Carterocephalus silvicola ♂
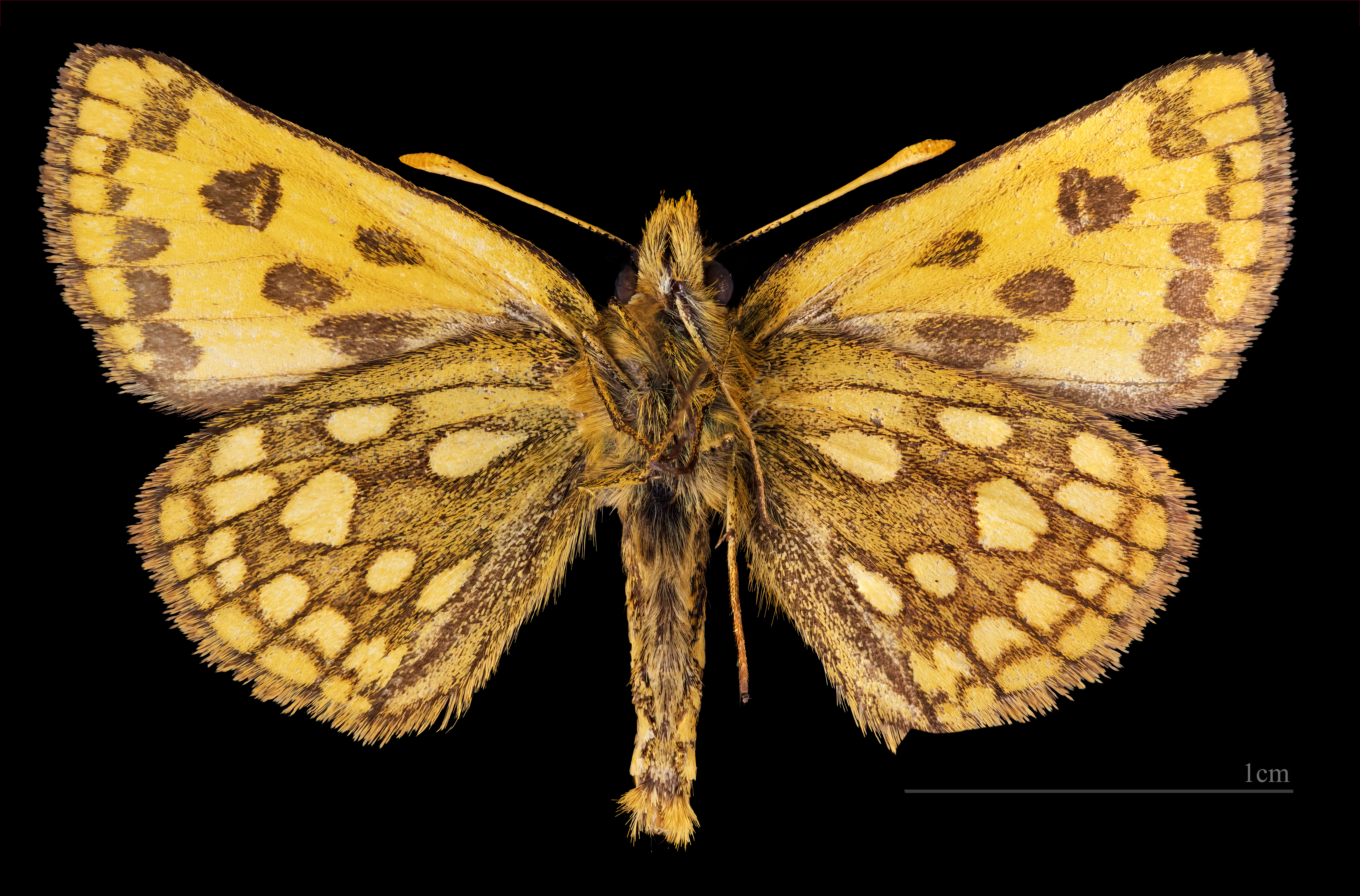
♂ △
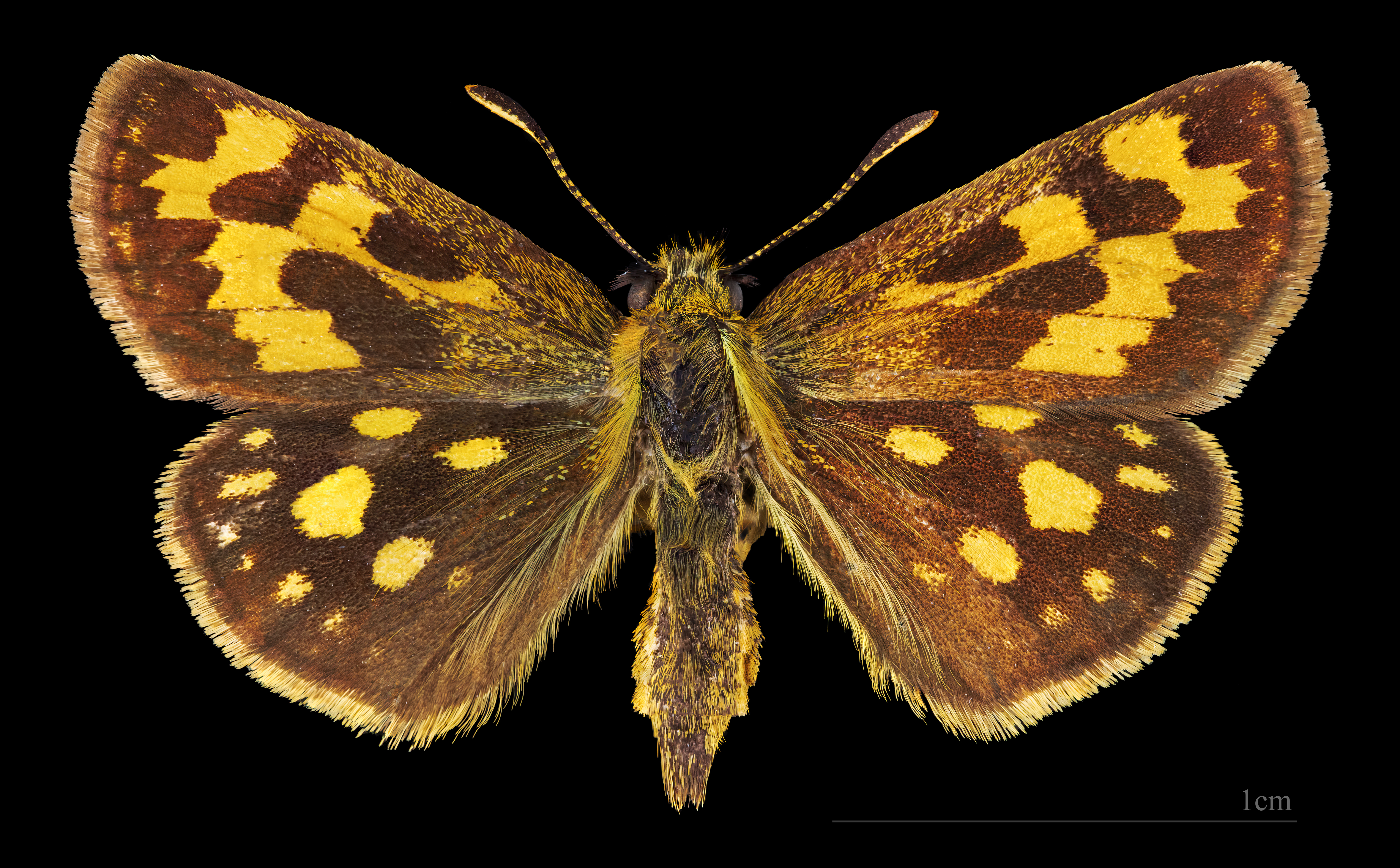
♀
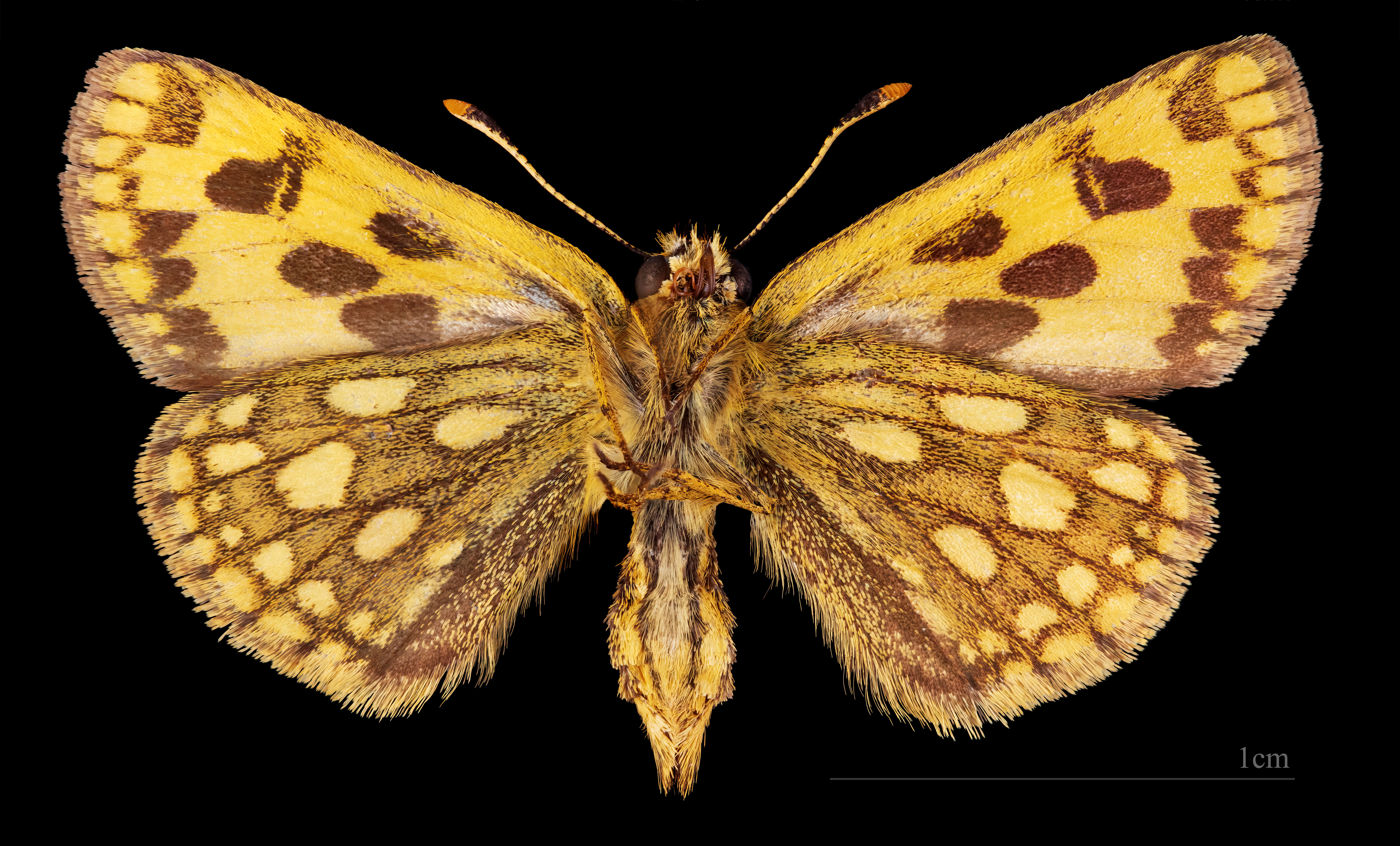
♀ △

## Geographisches Vorkommen und Lebensraum
Der Schwarzfleckige Golddickkopffalter ist in Nordostdeutschland, Dänemark, Fennoskandien und Nordosteuropa durch Sibirien bis zum Amur, Kamtschatka und Japan verbreitet. In Skandinavien kommt er bis zum Polarkreis vor, in Westsibirien bis zur Taimyrhalbinsel. Früher reichte das Vorkommen nach Süden bis nach Tschechien; er ist dort ausgestorben. In Osteuropa ist das südlichste Vorkommen in der Ukraine. Der Falter ist im Flachland in lichten Wäldern, feuchten, sonnigen Waldlichtungen und in buschigen Stellen anzutreffen. In Nordostdeutschland wird die Art auch häufig entlang grasiger Dammwege in Moor- und Bruchwäldern gefunden. Sie kommt von 0 bis etwa 200 m über NN vor.

## Lebensweise
Die Falter fliegen von Ende Mai bis Ende Juni in einer Generation. Sie saugen gerne an Ehrenpreis (Veronica). Die Männchen zeigen ein Territorialverhalten und attackieren andere Männchen, die in ihr Revier eindringen. Die Raupen leben an Wald-Trespe (Bromus ramosus), Wald-Zwenke (Brachypodium sylvaticum), Wald-Flattergras (Milium effusum) und Wiesen-Kammgras (Cynosurus cristatus). Sie leben zunächst in einer Tüte aus zusammen gesponnenen Blättern, später auch frei.